# Redi Hasa
Redi Hasa (Tirana, 7 dicembre 1977) è un violoncellista e compositore albanese.
Si è diplomato all'Accademia delle Arti di Tirana nel 1998 ed ha proseguito i suoi studi al Conservatorio Tito Schipa di Lecce. Fin dal principio ha mescolato diversi generi musicali: dalla musica classica, alla musica popolare, creando il suo suono caratteristico, fluido e crudo.

## Biografia
Nato in una famiglia d'arte, con la madre insegnante di violoncello, il padre ballerino e il fratello pianista, cresce tra spartiti e strumenti musicali. Nel 1998 a causa della situazione turbolenta creata dall'anarchia albanese, riuscì ad ottenere una borsa di studio per il Conservatorio di Lecce.

### Collaborazioni
Nei primi anni del 2000 è tra i fondatori della BandAdriatica, con la quale contribuisce a esportare e far conoscere la musica balcanica nel Salento. Ha collaborato con un ampio numero di musicisti di questo ambiente, tra i quali: Officina Zoè, Xanti Yaca, Salento Orchestra, Manigold, Adria, Admir Shkurtaj Trio, Enza Pagliara, Valerio Daniele e Rocco Nigro. Dal 2012 è iniziato il suo sodalizio con Ludovico Einaudi, con il quale inizia a collaborare come primo violino alla Notte della Taranta per poi entrare stabilmente nel suo ensemble. Ha registrato con Einaudi due album: In a Time Lapse e Elements.
Negli stessi anni, Hasa partecipa al progetto "ponte mediterraneo" con Maria Marzotta, unendo la tradizione grika, salentina, albanese, francese e nord africana. Hanno pubblicato due album:Ura (2014) e Novilunio (2017). Nel 2017 Robert Plant, fondatore dei Led Zeppelin, scopre il lavoro di Redi Hasa durante il tour Einaudi e lo invita a registrare tre brani nel suo ultimo album, Carry Fire. Nello stesso anno ha registrato una traccia nell'album 3 O'Clock dei Blonde Redhead. Ha suonato inoltre con l'Orchestra Popolare Italiana, King Naat Veliov, Kocani Orkestra, Ambrogio Sparagna, Mauro Pagani, Rita Marcotulli e Pacifico.

## Da solista
Nel 2020 viene pubblicato il suo primo album da solista, The Stolen Cello, il cui titolo deriva da un episodio della vita di Hasa, che riuscì a scappare dalla guerra civile albanese portando con sé un rozzo violoncello rubato al conservatorio di Tirana ed è un intimo autoritratto musicale dell'artista e della sua terra d'origine.

## Discografia
- 2013 – In a Time Lapse (con Ludovico Einaudi)
- 2014 – Ura (con Maria Marzotta)
- 2015 – Elements (con Ludovico Einaudi)
- 2017 – Novilunio (con Maria Marzotta)
- 2020 – The Stolen Cello
- 2022 - My Nirvana